# Reset (czasopismo)
Reset – miesięcznik zajmujący się tematyką gier komputerowych wydawany od maja 1997 roku do lipca 2001 (numer 51). Przez redakcję zwany był „Cyberniekulturalny”. Czasopismo ukazywało się pod nr. ISSN: „Reset” – PL ISSN 1428-2860 oraz „Reset CD” – PL ISSN 1428-6041.
Od listopada 1998 roku wydawano również drugie pismo – „Reset CD”, będącą przedrukiem magazynu Reset wyposażoną w kilka dodatkowych stron oraz wydanie płyty CD, zwanej przez wydawnictwo „Cybertalerzykiem” – później „Cybermichą”.
Reset został założony przez redaktorów z czasopisma „Secret Service”. Poświęcony był komputerom, grom komputerowym i tematom pokrewnym, jak i kulturze. Zawierał działy z muzyką, filmem, książkami, felietonami (często naukowymi), sportem, umieszczane w piśmie na stronach opatrzonych tytułem „Odloty”. Co miesiąc na łamach pisma ukazywał się odcinek komiksu, początkowo autorstwa Łukasza Mieszkowskiego, a następnie duetu Robert Adler – Tobiasz Piątkowski (ich serie „Breakoff” i „48 stron”, które światło dzienne ujrzały najpierw na łamach magazynu „cyberniekulturalnego”, zostały później wydane jako oddzielne albumy komiksowe).

## Reset po upadku
Grupa fanów „Resetu” w sierpniu 2003 roku stworzyła internetowy magazyn Reset-Forever, który miał być fanowskim kontynuatorem pierwotnej idei czasopisma. Redakcja Reset-Forever nie jest w żaden sposób związana z żadnym z oryginalnych założycieli Resetu, którymi byli: Krzysztof Gawrysiak, Piotr Mańkowski, Jacek Marczewski oraz Radosław Walczyk. Zin ukazywał się raz w miesiącu. Od ok. września 2007 witryna czasopisma jest nieaktywna.
W 2019 roku został wydany specjalny, jednorazowy numer czasopisma z okazji imprezy Pixel Heaven 2019.